# Araquari
Araquari é um município brasileiro do estado de Santa Catarina. Localiza-se a uma latitude 26°22'12" sul e a uma longitude 48°43'20" oeste, estando a uma altitude de 9 metros. Sua população estimada em 2019 foi de 38 129 habitantes, conforme dados do IBGE.

## Etimologia
Em mapas antigos, o nome é grafado como Lecori, Ancori, Lencori, Aracoary e Araquari; a grafia exata provavelmente provém de “ará” – papagaio grande; “quara” ou “cuara”- buraco, garganta, refúgio e “y” – água.

## História

### Origens e povoamento
Inicialmente, o atual município de Araquari era denominado Paranaguá-Mirim, cujo significado é "boca de barra", cujo cidadão português que deu o nome foi Manoel Vieira. Em 1848, ocorreu a chegada do senhor de escravos, Joaquim da Rocha Coutinho e de Manoel Vieira, já se estabelecendo na margem esquerda do rio Parati, ao qual é hoje o município de Araquari. Pela decisão de quem queria ser o fundador de uma vila, não ocorreu a chegada dos dois a um acordo quanto ao local, sendo a questão resolvida pelo Juízo da Comarca de São Francisco do Sul, favorável a Rocha Coutinho, cidadão o qual foi o construtor de casas enfileiradas, margeando o rio Parati, servindo de cercado para pastagens e plantações.

### Formação administrativa e judiciária
Em 1876, a Lei provincial nº 797, de 5 de abril, criou o município, sendo instalado em 15 de janeiro de 1877. Na Divisão Administrativa do Brasil, em referência a 1911, no território municipal de Parati integravam três distritos: o da sede, o de Barra Velha e o de Itapocu.
A Lei estadual nº 1451, de 30 de agosto de 1923, suprimiu Parati. Mas dois anos após, a Lei estadual nº 1512, de 30 de outubro de 1925, restaurou o município, sendo reinstalado a 1 de janeiro de 1926. O Decreto-lei estadual nº 941, de 31 de dezembro de 1943, deu ao município e ao seu distrito-sede o nome de Araquari.
De acordo com o texto da Resolução nº 1, de 6 de novembro de 1956, da Câmara Municipal de Araquari cuja legislação promulgadora foi a Lei nº 271, de 3 de dezembro de 1956, criou-se o município de Barra Velha, que se desmembrou do município de Araquari, na época compondo-se do distrito da sede e de São João do Itaperiú, município emancipado em 1992. O município de Barra Velha foi instalado em 22 de dezembro de 1957, em conformidade ao Decreto nº 53, de 21 de dezembro de 1956, do Governo do Estado. Porém, em 11 de maio de 1957, de acordo com uma decisão judicial do Supremo Tribunal Federal foi declarada a inconstitucionalidade da Lei nº 271/1956, do Estado de Santa Catarina, legislação criadora do município de Barra Velha.
A legislação que criou o Distrito foi a Lei provincial nº 375, de 8 de junho de 1854, denominando-o Parati. O atual município de Araquari se desmembrou do município de São Francisco do Sul, pela Lei provincial nº 797, de 5 de abril de 1876, sendo instalado a 5 de janeiro de 1877. A Lei estadual nº 1451, de 30 de agosto de 1923, suprimiu o município de Parati. Entretanto, dois anos após, a legislação que restaurou o município de Araquari foi a Lei estadual nº 1 512, de 30 de outubro de 1925, instalando-se de novo o território araquariense, em 1 de janeiro de 1926. A divisão política do município de Araquari, datada de 1.º de março de 1958, se compunha dos distritos a saber: Araquari (sede), Barra Velha e Itapocu. Araquari se subordina à Comarca e Termo de São Francisco do Sul. A atual legislatura se instalou em 2013, tendo vencido as eleições o Prefeito Municipal, João Pedro Voitexem, e constituindo-se a Câmara Municipal de 11 vereadores.

## População
A população do município registrada em 1866 era de 2.536 pessoas. Em 1970, eram 9.374 moradores; em 1996 eram 13.807 habitantes e, em 1998, a projeção do IBGE indicava como população rural 2.840 homens e 2.640 mulheres, totalizando 5.530 habitantes, correspondendo a 29% da população do município.
No mesmo censo, a população urbana apresentava 7.118 homens e 6.858 mulheres, totalizando 13.946 habitantes, representando 71% da população total de 19.504 habitantes.
No ano de 2000, a população do município era de 23.547, sendo 12.070 homens e 11.477 mulheres. Atualmente são 21.111 habitantes segundo a prefeitura do município, e esta população cresce muito pouco no verão, atingindo na alta temporada aproximadamente 22.500 pessoas.”
Tais dados demonstram que a cidade não pode ser considerada como destino turístico de verão, no litoral norte catarinense.

## Principais atividades econômicas
A principal atividade econômica de Araquari alicerçada na agricultura, com destaque para as culturas do arroz, da banana e, é claro, do maracujá - a que mais se destaca e caracteriza a cidade como a Capital Catarinense do Maracujá.

### BMW construiu fábrica de automóveis
A Bayerische Motoren Werke AG (BMW), fabricante alemã de automóveis de luxo e motocicletas, construiu uma fábrica de automóveis na cidade de Araquari, no km 66 da Rodovia BR-101. A montadora alemã receberá financiamento de R$ 200 milhões da Agência de Fomento do Estado de Santa Catarina S.A. - Badesc, para se instalar no estado da Região Sul que ainda não tinha uma montadora. O crédito do Estado será para compra do terreno e construção da infraestrutura básica em Santa Catarina, e devolverá o valor em forma de impostos no prazo máximo de oito anos. A construção da fábrica começou em abril de 2013. A BMW investiu mais de 200 milhões de euros para construir a fábrica. Para o grupo BMW o mercado no Brasil tem grande potencial. A produção poderá chegar a 30 mil veículos por ano, dependendo da demanda do mercado. O primeiro modelo a ser produzido foi o sedan da Série 3. A BMW fabrica automóveis e motocicletas em 29 cidades distribuídas em 14 países.

## Características geográficas
Possui uma área de 402,62 km². No que diz respeito aos atrativos naturais, o município possui inúmeros rios e braços de rios facilmente navegáveis, os manguezais com sua exuberante flora e fauna, o salto d`água do Guamiranga a, aproximadamente, 50Km da sede do município, na divisa com São João do Itaperiú. Administrativamente Araquari já passou por várias mudanças, tendo seu território alterado por várias vezes.

## Educação
O município apresenta, segundo Instituto Brasileiro de Geografia e Estatística (IBGE), um quadro de escolaridade representado por 4.428 matrículas nos diferentes níveis; (educação infantil - pré-escolar - 183; 1ª a 4ª séries - 2.570; 5ª a 8ª séries - 1.048; ensino médio - 293; supletivo - 335), que corresponde a 23% da população do município nos bancos escolares.